# Politec
Politec är ett mexikanskt företag specialiserat på akrylfärger för konstnärlig användning. Det grundades i mitten på 1950-talet i Mexico City av José Luis Gutiérrez.
Gutiérrez hade samarbete med flera konstnärer, däribland David Alfaro Siqueiros som hjälpte honom att 1945 starta en ny forskningsverksamhet i Mexico City, vid universitetet Instituto Politécnico Nacional (IPN).
År 1956 blev Gutiérrez, med Acrílico Politec, en av de första att producera och sälja vattenburna akrylfärger för konstnärer, jämte Permanent Pigments (Liquitex) i USA. Detta efter att Rohm and Haas 1953 hade kommit ut med det första rena akrylfärgsbindemedlet som var vattenspädbart, Rhoplex AC-33, även kallat Primal AC-33.
Företagets namn och varumärke Politec kommer av att Gutiérrez utvecklade färgen vid IPN, Instituto Politécnico Nacional.